# Snippet

Exemple de snippet

Un snippet est une bribe réutilisable de code source ou de texte, le plus souvent une unité formellement définie à incorporer dans un module plus grand. La  gestion de snippets est une fonctionnalité de certains éditeurs de texte, des éditeurs de code source, des IDE et logiciels apparentés.

## En informatique
L'Office québécois de la langue française et La banque de données terminologiques et linguistiques du gouvernement du Canada recommandent l'usage des termes « fragment de code », « extrait de code », « bout de code » et « morceau de code » et déconseillent l’utilisation du terme « snippet »,.

## Dans les résultats de recherche de Google
On parle de « rich snippets » (« résultats enrichis ») pour désigner, dans la page des résultats de recherche de Google, des compléments d'informations aux résultats affichés. Généralement, il s'agit d'étoiles désignant une note moyenne. Ces informations sont directement récupérées par Google dans le code source des pages affichées dans les résultats.
Les rich snippets jouent un rôle essentiel dans le référencement naturel (SEO) en améliorant la visibilité des pages web et en augmentant leur taux de clics (CTR). En fournissant des informations enrichies telles que les avis des clients, les prix des produits ou les détails d'événements, ils permettent d'attirer davantage l’attention des internautes sur les résultats de recherche. Google continue de privilégier les sites utilisant correctement les rich snippets en leur accordant une meilleure mise en avant dans les pages de résultats.
L’intégration des rich snippets se fait de deux manières principales :
- via des extensions WordPress, qui permettent une mise en place simplifiée sans nécessiter de connaissances en développement,
- par une intégration manuelle' en ajoutant du code JSON-LD directement dans la balise <head> des pages web, méthode recommandée par Google en vue d'un meilleur contrôle et d'une compatibilité optimale.

Google met à disposition des outils comme le rich results test pour vérifier la validité du balisage. De plus, il est recommandé de maintenir les données structurées à jour et conformes aux directives de Google pour éviter tout risque de pénalité.

## Source
- (en) Cet article est partiellement ou en totalité issu de l’article de Wikipédia en anglais intitulé « Snippet » (voir la liste des auteurs).